# Armin Zitzmann

Dr. Armin Zitzmann

Armin Zitzmann (* 21. September 1960 in Nürnberg) ist ein deutscher Manager und war von Januar 2013 bis April 2023 Vorstandsvorsitzender der Nürnberger Beteiligungs-Aktiengesellschaft, einer Versicherungsgesellschaft mit Sitz in Nürnberg.

## Leben und Wirken
Nach Abitur und Bundeswehr begann er 1982 das Studium der Wirtschaftswissenschaften an der Friedrich-Alexander-Universität Erlangen-Nürnberg (FAU). Hier schloss er 1989 auch seine berufsbegleitende Promotion ab. Bis 1992 verkaufte er Finanzdienstleistungen im gehobenen Privatkundengeschäft. Ab 1993 war Armin Zitzmann in leitenden Funktionen im Vertrieb der Nürnberger Versicherung tätig und gehört seit Juli 1999 dem Vorstand an. Bis zu seiner Wahl zum Vorstandsvorsitzenden war er bereits fünf Jahre als stellvertretender Vorsitzender für die Kompositversicherungen verantwortlich. Bei der Hauptversammlung Ende April 2023 legte Zitzmann sein Amt als Vorsitzender nieder und verabschiedete sich in den Ruhestand. Nachfolger ist der ehemalige Leben-Vorstand Harald Rosenberger.
Im September wählte das schweizerische Finanzresearch-Unternehmen Obermatt Zitzmann zum CEO des Jahres 2018 und zeichnete ihn mit dem Goldpin in der Kategorie „Wachstums-Leistung“ aus.
Ab Dezember 2017 bekleidete Armin Zitzmann das Amt des Vizepräsidenten der IHK Nürnberg für Mittelfranken. Er folgte damit Wolfgang Bastert, der im Sommer ausgeschieden war. Am 3. März 2020 wählte die Vollversammlung der IHK Nürnberg für Mittelfranken in ihrer konstituierenden Sitzung mit 72 von 73 anwesenden Stimmen Zitzmann zum Präsidenten. Er führt die IHK in der Amtsperiode 2020 bis 2024 als Nachfolger von Dirk von Vopelius. Seit 2020 ist Armin Zitzmann auch Präsident der IHK-FOSA in Nürnberg, dem bundesweiten Kompetenzzentrum deutscher Industrie- und Handelskammern zur Feststellung der Gleichwertigkeit ausländischer Bildungsabschlüsse. Er war als Lehrbeauftragter für Versicherungswesen in der Betriebswirtschaftslehre an der Georg-Simon-Ohm-Hochschule Nürnberg (Vorgängereinrichtung der Technischen Hochschule Nürnberg Georg Simon Ohm) tätig.
Während seiner Amtszeit als Vorstandsvorsitzender der Nürnberger Versicherung war Armin Zitzmann in diversen Verbänden und Vereinen ehrenamtlich oder nebenberuflich in Ausschüssen und Beiräten tätig. Aktuell lehrt er als Dozent am Lehrstuhl für Versicherungswirtschaft und Risikomanagement an der FAU und nimmt auch Prüfungen ab.
Armin Zitzmann ist verheiratet und Vater von drei Töchtern.

## Auszeichnungen
- 2022: Bayerischer Verdienstorden[7]